# Cristian Devenish
Cristian Castro Devenish (Galapa Atlántico, Colombia; 25 de enero de 2001) es un futbolista colombiano que juega como defensa en el AVS de la Primeira Liga de Portugal.

## Carrera
Criado en el sector juvenil del Atlético Nacional, en 2019 fue cedido al Vizela, con quien jugó una temporada en la cantera pero logró debutar en el Campeonato de Portugal con motivo del partido ganado 6-0 al Oliveirense. El 27 de agosto de 2020 fue cedido a Boavista hasta final de temporada.

## Estadísticas
| Club                       | Div.          | Temporada     | Liga  | Liga  | Copas | Copas | Internacional | Internacional | Total | Total |
| Club                       | Div.          | Temporada     | Part. | Goles | Part. | Goles | Part.         | Goles         | Part. | Goles |
| -------------------------- | ------------- | ------------- | ----- | ----- | ----- | ----- | ------------- | ------------- | ----- | ----- |
| Vizela Portugal            | 1.a           | 2019-20       | 0     | 0     | 1     | 0     | __            | __            | 1     | 0     |
| Vizela Portugal            | Total club    | Total club    | 0     | 0     | 1     | 0     | 0             | 0             | 1     | 0     |
| Boavista Portugal          | 1.a           | 2020-21       | 27    | 1     | 0     | 0     | __            | __            | 27    | 1     |
| Boavista Portugal          | Total club    | Total club    | 27    | 1     | 0     | 0     | 0             | 0             | 27    | 1     |
| Atlético Nacional Colombia | 1.a           | 2021          | 5     | 0     | 3     | 0     | __            | __            | 8     | 0     |
| Atlético Nacional Colombia | 1.a           | 2022          | 29    | 1     | 3     | 0     | 1             | 0             | 33    | 1     |
| Atlético Nacional Colombia | 1.a           | 2023          | 24    | 0     | 4     | 0     | 7             | 1             | 35    | 1     |
| Atlético Nacional Colombia | Total club    | Total club    | 58    | 1     | 10    | 0     | 8             | 1             | 76    | 2     |
| Total carrera              | Total carrera | Total carrera | 85    | 2     | 11    | 0     | 8             | 1             | 104   | 3     |

## Palmarés

### Títulos nacionales
| Título                | Club              | País     | Año  |
| --------------------- | ----------------- | -------- | ---- |
| Copa Colombia         | Atlético Nacional | Colombia | 2021 |
| Torneo Apertura       | Atlético Nacional | Colombia | 2022 |
| Superliga de Colombia | Atlético Nacional | Colombia | 2023 |
| Copa Colombia         | Atlético Nacional | Colombia | 2023 |